# ほべつメロン
穂別メロン・ほべつメロンは、北海道勇払郡むかわ町穂別地区（旧：穂別町）にて生産・出荷される赤肉種の地域ブランドメロン。2007年（平成19年）に特許庁の地域団体商標を取得。「ほべつメロン」と表示できるのは、JA（JAとまこまい広域）で共同選果されたものに限定される。

## 概要
主な品種は、キング系赤肉種のI.Kメロン。他に、赤肉種のルピアレッドメロン・ルピア113メロン。

## 歴史
- 1972年より穂別産メロンとして穂別町農業協同組合（JAほべつ、現：JAとまこまい広域）より出荷が開始。
- 後に、穂別地区で生産される、I.K種、ルピアレッド種、ルピア113種を「穂別メロン」として出荷。
- 1977年から穂別IKメロン生産組合として出荷を開始[1]。
- 1996年に農林水産大臣賞を受賞。
- 2000年からiK種に代わるルピア種の試作にも着手[1]。
- 2007年1月31日「ほべつメロン」として、JAとまこまい広域より地域団体商標に出願。11月16日に登録された（商標登録第5091305号）[2]。